# The Rude Gesture: A Pictorial History
Singles de Shellac
Uranus
(1993)
The Rude Gesture: A Pictorial History est le premier disque du groupe de rock indépendant américain Shellac. Il s'agit d'un 45 tours (seul format sous lequel il a été édité) trois titres sorti sur le label Touch and Go Records.
La tache brune de la pochette sur laquelle est écrite le nom du groupe est formée de root beer concentrée, et non de gomme laque (shellac en anglais), comme certaines rumeurs l'ont laissé penser. La pochette a été décorée à la main par des proches du groupe, à quoi le nom du single fait allusion.
Le disque est accompagné d'une feuille de notes écrites à la main listant les modèles et les numéros de série des micros utilisés pour l'enregistrement.
Le riff « menaçant » de The Guy Who Invented Fire est inspiré d'un morceau du groupe japonais Zeni Geva.

## liste des titres

### Face A
1. The Guy Who Invented Fire
2. Rambler Song

### Face B
1. Billiard Player Song

## Personnel
- Steve Albini - chant, guitare, ingénieur du son
- Bob Weston - guitare basse, ingénieur du son sur The Guy Who Invented Fire et Billiard Player Song
- Todd Trainer - batterie
- Camilio Gonzales (ancien membre de Naked Raygun) - guitare basse sur "Rambler Song"